# Episodi di Shaun, vita da pecora (prima stagione)
Questa voce contiene l'elenco degli episodi ed i riassunti della prima parte della prima stagione della serie TV animata Shaun, vita da pecora. In Gran Bretagna è andata in onda su BBC One dal 5 marzo 2007 in Italia invece è andata in onda su Toon Disney dal 27 aprile 2007 e in seguito replicata su Rai YoYo. 
| n° | n° | Titolo originale           | Titolo italiano                | Prima TV Gran Bretagna | Prima TV Italia |
| -- | -- | -------------------------- | ------------------------------ | ---------------------- | --------------- |
| 1  | 1  | Off the Baa!               | Partita di calcio              | 5 marzo 2007           | 27 aprile 2007  |
| 2  | 3  | Bathtime                   | L'ora del bagno                | 5 marzo 2007           | 27 aprile 2007  |
| 3  | 7  | Shape Up with Shaun        | In forma con Shaun             | 6 marzo 2007           | 28 aprile 2007  |
| 4  | 9  | Timmy in a Tizzy           | L'orsacchiotto di Timmy        | 6 marzo 2007           | 30 aprile 2007  |
| 5  | 14 | Scrumping                  | Ladri di frutta                | 7 marzo 2007           | 30 aprile 2007  |
| 6  | 16 | Still Life                 | Lezioni di pittura             | 7 marzo 2007           | 30 aprile 2007  |
| 7  | 10 | Mower Mouth                | Una capra da giardinaggio      | 8 marzo 2007           | 1º maggio 2007  |
| 8  | 11 | Take Away                  | La pizza                       | 8 marzo 2007           | 3 maggio 2007   |
| 9  | 5  | The Bull                   | Il Toro                        | 9 marzo 2007           | 3 maggio 2007   |
| 10 | 15 | Saturday Night Shaun       | La pecora del sabato sera      | 9 marzo 2007           | 6 maggio 2007   |
| 11 | 6  | The Kite                   | L'aquilone                     | 12 marzo 2007          | 7 maggio 2007   |
| 12 | 13 | Little Sheep of Horrors    | La piccola pecora degli orrori | 12 marzo 2007          | 8 maggio 2007   |
| 13 | 8  | Buzz Off Bees              | Caccia alle api                | 13 marzo 2007          | 10 maggio 2007  |
| 14 | 20 | Fleeced                    | Salone di bellezza             | 13 marzo 2007          | 13 maggio 2007  |
| 15 | 19 | Shaun Shoots the Sheep     | Foto di gruppo                 | 14 marzo 2007          | 14 maggio 2007  |
| 16 | 4  | Big Top Timmy              | Timmy la trottola              | 14 marzo 2007          | 19 maggio 2007  |
| 17 | 2  | Fetching                   | Attrazione da frisbee          | 15 marzo 2007          | 20 maggio 2007  |
| 18 | 12 | Mountains Out of Molehills | Una talpa dispettosa           | 15 marzo 2007          | 22 maggio 2007  |
| 19 | 18 | Who's the Mummy?           | Chi è la mamma?                | 16 marzo 2007          | 23 maggio 2007  |
| 20 | 17 | Things That Go Bump        | Notte di Halloween             | 16 marzo 2007          | 23 maggio 2007  |

Elenco della seconda parte della prima stagione. Questi episodi sono suddivisi con un ordine diverso nei DVD in vendita in Italia.
| n° | n° | Titolo originale            | Titolo italiano            | Prima TV Gran Bretagna | Prima TV Italia  |
| -- | -- | --------------------------- | -------------------------- | ---------------------- | ---------------- |
| 21 | 39 | Abracadabra                 | Abracadabra                | 3 settembre 2007       | 14 novembre 2008 |
| 22 | 21 | Sheep on the Loose          | Pecore a spasso            | 3 settembre 2007       | 14 novembre 2008 |
| 23 | 24 | Washday                     | Il bucato                  | 4 settembre 2007       | 15 novembre 2008 |
| 24 | 36 | The Visitor                 | L'Alieno                   | 4 settembre 2007       | 18 novembre 2008 |
| 25 | 30 | Shaun the Farmer            | Shaun il contadino         | 5 settembre 2007       | 19 novembre 2008 |
| 26 | 27 | Tooth Fairy                 | Dal dentista               | 5 settembre 2007       | 19 novembre 2008 |
| 27 | 22 | Bitzer Puts His Foot In It  | Bitzer ci mette lo zampino | 6 settembre 2007       | 20 novembre 2008 |
| 28 | 23 | Hiccups                     | Singhiozzo                 | 6 settembre 2007       | 20 novembre 2008 |
| 29 | 34 | If You Can't Stand the Heat | Se non sopporti il caldo   | 7 settembre 2007       | 23 novembre 2008 |
| 30 | 31 | Sheepwalking                | Shaun sonnambulo           | 7 settembre 2007       | 23 novembre 2008 |
| 31 | 35 | Tidy Up                     | L'aspirapolvere            | 10 settembre 2007      | 24 novembre 2008 |
| 32 | 32 | The Farmer's Niece          | La nipotina                | 10 settembre 2007      | 24 novembre 2008 |
| 33 | 28 | Camping Chaos               | Campeggio libero           | 11 settembre 2007      | 25 novembre 2008 |
| 34 | 37 | Helping Hound               | L'aiutante                 | 11 settembre 2007      | 25 novembre 2008 |
| 35 | 25 | Troublesome Tractor         | Tractor Il trattore nuovo  | 12 settembre 2007      | 26 novembre 2008 |
| 36 | 33 | Stick With Me               | Pecore appiccicose         | 12 settembre 2007      | 26 novembre 2008 |
| 37 | 26 | Heavy Metal Shaun           | Metal detector             | 13 settembre 2007      | 28 novembre 2008 |
| 38 | 38 | Snore-Worn Shaun            | Notte in bianco            | 13 settembre 2007      | 28 novembre 2008 |
| 39 | 29 | Save the Tree               | Salviamo l'albero          | 14 settembre 2007      | 29 novembre 2008 |
| 40 | 40 | Shaun Encounters            | Incontri ravvicinati       | 14 settembre 2007      | 29 novembre 2008 |

## Partita di calcio
- Titolo originale: Off the Baa!
- Diretto da: Christopher Sadler
- Scritto da: Ian Carney

### Trama
Quando un cavolo cade inavvertitamente dal furgoncino dell'Agricoltore proprio nel campo delle pecore, Shaun comincia a palleggiare istintivamente e coinvolge il resto del gregge in una partita di calcio. Bitzer non solo non interrompe il gioco, ma si presta a fare da arbitro. I maiali tentano inutilmente di sottrarre alle pecore il cavolo per mangiarselo. Ma alla fine è l'agnellino Timmy a calciarlo così in alto da farlo finire in bocca ad un’anatra di passaggio.

## L'ora del bagno
- Titolo originale: Bathtime
- Diretto da: Christopher Sadler
- Scritto da: Rob Dudley, Richard Goleszowski

### Trama
Bitzer controlla che tutte le pecore siano presenti. Visto che sono sporche, devono fare il bagno; allora l’agricoltore va ad aggiungere nella vasca della sua piscina il sapone per le pecore. Sfortunatamente, si accorge che il rubinetto dell'acqua calda non la fa uscire, ma gorgoglia soltanto: l’acqua che sta nella piscina è solo fredda. Le pecore, vedendo una papera ghiacciarsi nel tuffarsi nell'acqua, iniziano a fuggire per non  diventare come lei.
Bitzer si lancia a rincorrere le pecore e le ritrova nascoste dietro un albero. Il vapore che esce dalla finestra del bagno di casa stuzzica l'interesse di Shaun, che, insieme alle altre pecore, idea un piano per sottrarre l'acqua calda che il fattore sta per usare: dei tubi trovati nell’immondizia, collegandoli con lo scotch, diventano un unico tubo; trasportano l'acqua dal bagno dell’agricoltore alla vasca della piscina. Bitzer si accinge a salvare Shaun che scende dalla grondaia dopo aver tolto l'acqua calda dalla vasca del fattore. Quest'ultimo era stato distratto da una pecora che aveva telefonato facendo "parlare" un uccellino. Bitzer indica al fattore, affacciato alla finestra, le pecore che si sono messe a fare il bagno. Shaun invita Bitzer a tuffarsi, mentre il pastore si lava dentro il lavandino di cucina.

## In forma con Shaun
- Titolo originale: Shape Up with Shaun
- Diretto da: Christopher Sadler
- Scritto da: Lee Pressman

### Trama
Shirley è diventata così grossa che non si sposta nemmeno più da sola e deve essere trasportata dalle altre pecore. Shaun la coinvolge in un programma intensivo di attività fisica che la fa tornare in una forma perfetta. Ma quando viene posta su un'improvvisata bilancia, il contrappeso di mattoni la proietta in aria e la precipita malauguratamente dentro un camion pieno di torte: al termine dell'abbuffata, a cui partecipano anche le altre pecore, è tornata al punto di partenza e Shaun è costretto ad organizzare lezioni di aerobica per tutto il gregge sovrappeso.

## L'orsacchiotto di Timmy
- Titolo originale: Timmy in a Tizzy
- Diretto da: Richard Webber
- Scritto da: Julie Jones

### Trama
Il piccolo Timmy piange nella notte. Per farlo addormentare, Shaun gli porta un orsacchiotto di peluche e l'effetto soporifero è immediato. La mattina dopo però l'agnellino si vede portar via il nuovo giocattolo dall'Agricoltore che vuole farci giocare il gatto. Di fronte alla disperazione di Timmy per la perdita, Shaun prima prova a proporgli inutilmente un altro orsacchiotto, malridotto, rimediato nell'immondizia, poi organizza una missione di recupero di quello perso. Le pecore riescono a sottrarre l'orsacchiotto dalle braccia dell'Agricoltore immerso nel sonno e, in quanto al gatto, è sufficiente un gomitolo ricavato dalla propria lana per distrarlo e renderlo del tutto innocuo. L'impresa si rivela però inutile, perché Timmy si è ormai affezionato al pupazzetto sporco, tutto ricucito e senza un occhio, e non ha più alcun interesse per l'altro.

## Ladri di frutta
- Titolo originale: Scrumping
- Diretto da: Dave Osmand
- Scritto da: Sarah Ball

### Trama
In assenza dell'Agricoltore e del cane Bitzer, i maiali saccheggiano liberamente l'albero di mele, ma non vogliono condividere neanche un frutto con le vicine pecore. Shaun tenta in ogni modo di raggiungere l'albero (sui trampoli, nascosto in una balla di fieno, con una balestra), finché non lo piega verso terra agganciandovi una fune legata al trattore e i maiali, tagliandola, causano un indesiderato effetto elastico che scaglia tutte le mele dall'albero nel campo delle pecore. 
Mentre quelle si godono la frutta, i maiali devono mangiare l'orrido cibo di scarto portato loro dall'Agricoltore.